# Rudolf Rieth
Rudolf Rieth (* 9. September 1889 in Fritzlar; † 16. März 1954 in Düsseldorf) war ein deutscher Hörspielregisseur, -sprecher und –autor, sowie Schauspieler und Zauberkünstler.

## Leben

### Beruflicher Werdegang
Nach der Schule besuchte Rudolf Rieth zunächst die Kunstakademie Düsseldorf und studierte anschließend Schauspielerei. 1913 spielte er am Theater in Halle/Saale.
Als 1926 der Rundfunk immer populärer wurde, ging er zur Westdeutschen Rundfunk AG (WERAG) und wurde hier Oberspielleiter und Vortragsmeister. Rieth war maßgeblich an der Entwicklung der Hörspielform beteiligt.
1933 wurde er wegen seiner politischen Einstellung nach Frankfurt strafversetzt. Hier blieb er bis 1944 als Hörspielgestalter und Sprecher tätig.
Nach dem Krieg übernahm er die Hörspielabteilung des Hessischen Rundfunks, bis er 1952 in den Ruhestand ging.

### Der Zauberkünstler Rieth
Rudolf Rieth begann sich als Jugendlicher für die Zauberkunst zu interessieren. 1922 wurde er Mitglied im Verein Magischer Zirkel von Deutschland. Er war ein talentierter Zauberkünstler und engagierter Sammler von Zauberutensilien. Seine Sammlung galt als sehr umfangreich, wobei besonders die Zauberliteratur im Mittelpunkt stand. Allerdings verlor er diese Sammlung während eines Bombenangriffs 1943, als sein Haus vor seinen Augen in Flammen aufging und der Brand alles vernichtete.
Rudolf Rieth war Mitbegründer des Ortszirkels Köln des Magischen Zirkels von Deutschland. 1949 wurde er zum Ehrenmitglied des Vereins ernannt.
1938 war er der künstlerische Leiter des 26. Internationalen Kongresses des Magischen Zirkels von Deutschland.

## Hörspiele
Die ARD-Hörspieldatenbank enthält für den Zeitraum von 1926 bis 1952 (Stand: März 2022) 107 Datensätze, bei denen Rudolf Rieth als Mitwirkender geführt wird, darunter zwei als Autor, 66 als Regisseur und 85 als Sprecher. Hierbei muss berücksichtigt werden, dass er in verschiedenen Produktionen als Regisseur und Sprecher gleichzeitig tätig war. Die Jahrgänge von 1929 bis Kriegsende 1945 sind zum vorgenannten Zeitpunkt noch nicht erfasst worden.
Autor:
- 1948: Sultan und Suleika – Bearbeitung (Wort): N. N.; Regie: Alfred Schulz-Escher (Hörspielbearbeitung – Radio Frankfurt)
- 1951: Tombola – Regie: Rudolf Rieth (Original-Hörspiel – HR)

Regie (Kleine Auswahl):
- 1927: Henrik Ibsen: Komödie der Liebe. Komödie in drei Akten (Sendespiel (Hörspielbearbeitung) – Westdeutsche Rundfunk AG (WERAG))[2]
- 1927: Hermann Bahr: Das Konzert. Lustspiel in drei Aufzügen (Sendespiel (Hörspielbearbeitung) – WERAG)[3]
- 1927: Herman Heijermans: Hoffnung auf Segen. Eine Fischertragödie in vier Akten (Sendespiel (Hörspielbearbeitung) – WERAG)
- 1949: Johann Wolfgang von Goethe: Das Jahrmarktsfest zu Plundersweilern (Hörspielbearbeitung – HR)
- 1952: Selma Lagerlöf: Charlotte Löwensköld (Hörspielbearbeitung – HR)[4]

Sprecher (Kleine Auswahl)
- 1929: Hermann Tölle: Enten und Seeschlangen. Eine phantastische funkjournalistische Angelegenheit (Schauspielregisseur) – Regie: Nicht angegeben (Originalhörspiel – WERAG)

## Erwähnungen
- Der Sturm, 1. Jahrgang, Heft 8, Dezember 1909
- Der Sturm, 1. Jahrgang, Heft 9, Januar 1910
- Danielo Devaux: 90 Jahre – ein Leben in Stichworten, 2012, Seite 99[5]
- Der zerbrochene Krug, Hörbuch, ISBN 9783956158070, gesprochen unter anderem von Rudolf Rieth